# Христич (село)
Христич также Христочи (рум. Hristici) — село в Сорокском районе Молдавии. Относится к сёлам, не образующим коммуну.

## География
Село расположено на высоте 266 метров над уровнем моря.

## Население
По данным переписи населения 2004 года, в селе Христич проживает 1240 человек (581 мужчина, 659 женщин).
Этнический состав села:
| Национальность | Число жителей | Процентный состав |
| -------------- | ------------- | ----------------- |
| молдаване      | 1230          | 99,19             |
| украинцы       | 8             | 0,65              |
| русские        | 2             | 0,16              |
| Всего          | 1240          | 100 %             |